# Wilhelm Cauer
Wilhelm Cauer (Charlottenburg, 24 de junho de 1900 — Berlim, 22 de abril de 1945) foi um matemático e físico alemão. Ele é mais conhecido por seu trabalho na análise e síntese de filtros elétricos e seu trabalho marcou o início do campo da síntese de redes. Antes de seu trabalho, o projeto de filtro eletrônico usava técnicas que previam com precisão o comportamento do filtro apenas em condições irreais. Isso exigiu uma certa experiência por parte do designer para escolher as seções adequadas para incluir no design. Cauer colocou o campo em uma base matemática sólida, fornecendo ferramentas que poderiam produzir soluções exatas para uma determinada especificação para o projeto de um filtro eletrônico.
Cauer inicialmente se especializou em relatividade geral, mas logo mudou para engenharia elétrica. Seu trabalho para uma subsidiária alemã da Bell Telephone Company o colocou em contato com os principais engenheiros americanos na área de filtros. Isso foi útil quando Cauer não conseguiu alimentar seus filhos durante a crise econômica alemã na década de 1920 e ele se mudou para os Estados Unidos. Ele estudou as primeiras técnicas de computação nos Estados Unidos antes de retornar à Alemanha. De acordo com Emil, filho de Wilhelm Cauer, a ascensão do nazismo na Alemanha sufocou a carreira de Cauer porque ele tinha um ancestral judeu remoto. Cauer foi assassinado durante a queda de Berlim por soldados soviéticos.
Os manuscritos de algumas das obras não publicadas mais importantes de Cauer foram destruídos durante a guerra. No entanto, sua família conseguiu reconstruir muito disso a partir de suas notas e o volume II de Theorie der linearen Wechselstromschaltungen foi publicado após sua morte. O legado de Cauer continua até hoje, com a síntese de rede sendo o método de escolha para o projeto de rede.

## Publicações
- [a]^ Cauer, W, "Die Verwirklichung der Wechselstromwiderstände vorgeschriebener Frequenzabhängigkeit", Archiv für Elektrotechnik, vol 17, pp355–388, 1926. The realisation of impedances of prescribed frequency dependence (in German)
- Cauer, W, "Über die Variablen eines passiven Vierpols", Sitzungsberichte d. Preuß. Akademie d.Wissenschaften, phys-math Klasse, pp268–274, 1927. On the variables of some passive quadripoles (in German)
- Cauer, W, "Über eine Klasse von Funktionen, die die Stieljesschen Kettenbrüche als Sonderfall enthält", Jahresberichte der Dt. Mathematikervereinigung (DMV), vol 38, pp63–72, 1929. On a class of functions represented by truncated Stieltjes continued fractions (in German)
- Cauer, W, "Vierpole", Elektrische Nachrichtentechnik (ENT), vol 6, pp272–282, 1929. Quadripoles (in German)
- Cauer, W, "Die Siebschaltungen der Fernmeldetechnik", Journal of Applied Mathematics and Mechanics, vol 10, pp425–433, 1930. Telephony filter circuits (in German)
- Cauer, W, "Ein Reaktanztheorem", Sitzungsberichte d. Preuß. Akademie d. Wissenschaften, phys-math. Klasse, pp673–681, 1931. A reactance theorem (in German)
- [b]^ *Cauer, W, Siebschaltungen, VDI-Verlag, Berlin, 1931. Filter circuits (in German)
- [c]^ *Cauer, W, "Untersuchungen über ein Problem, das drei positiv definite quadratische Formen mit Streckenkomplexen in Beziehung setzt", Mathematische Annalen, vol 105, pp86–132, 1931. On a problem where three positive definite quadratic forms are related to one-dimensional complexes (in German)
- Cauer, W, "Ideale Transformatoren und lineare Transformationen", Elektrische Nachrichtentechnik (ENT), vol 9, pp157–174, 1932. Ideal transformers and linear transformations (in German)
- Cauer, W, "The Poisson integral for functions with positive real part", Bull. Amer. Math. Soc.,  vol 38, pp713–717, 1932.
- Cauer, W, "Über Funktionen mit positivem Realteil", Mathematische Annalen, vol 106, pp369–394, 1932. On positive-real functions (in German)
- Cauer, W, "Ein Interpolationsproblem mit Funktionen mit positivem Realteil", Mathematische Zeitschrift, vol 38, pp1–44, 1933. An interpolation problem of positive-real functions (in German)
- [d]^ Cauer, W, "Äquivalenz von 2n-Polen ohne Ohmsche Widerstände", Nachrichten d. Gesellschaft d. Wissenschaften Göttingen, math-phys. Kl., vol 1, N.F., pp1–33, 1934. Equivalence of 2-poles without resistors (in German)
- Cauer, W, "Vierpole mit vorgeschriebenem Dämpfungsverhalten", Telegraphen-, Fernsprech-, Funk- und Fernsehtechnik, vol 29, pp185–192, 228–235, 1940. Quadripoles with prescribed insertion loss (in German)
- [e]^ Cauer, W, Theorie der linearen Wechselstromschaltungen, Vol.I, Akad. Verlags-Gesellschaft Becker und Erler, Leipzig, 1941. Theory of Linear AC Circuits, Vol I (in German)
- Cauer, W, Synthesis of Linear Communication Networks, McGraw-Hill, New York, 1958. (published posthumously)
- [f]^ Cauer, W, Theorie der linearen Wechselstromschaltungen, Vol. II, Akademie-Verlag, Berlin, 1960. Theory of Linear AC Circuits, Vol II (published posthumously in German)
- [g]^ Brune, O, "Synthesis of a finite two-terminal network whose driving-point impedance is a prescribed function of frequency", J. Math. and Phys., vol 10, pp191–236, 1931.